# Comarca Centro Norte
Die Comarca Centro Norte ist eine der zwölf Comarcas in der Provinz Las Palmas.
Die im Norden der Insel Gran Canaria gelegene Comarca umfasst fünf Gemeinden auf einer Fläche von 140,62 km².

## Gemeinden
| Gemeinde                    | Einwohner (2024) | Fläche km² | Dichte Einw./km² | Cod INE | Postleitzahl        |
| --------------------------- | ---------------- | ---------- | ---------------- | ------- | ------------------- |
| Firgas                      | 7.688            | 15,77      | 488              | 35008   | 35430–35432         |
| Teror                       | 12.878           | 25,70      | 501              | 35027   | 35330               |
| Valsequillo de Gran Canaria | 9.768            | 39,15      | 250              | 35031   | 35216, 35217        |
| Valleseco                   | 3.741            | 22,11      | 169              | 35032   | 35000, 35340, 35349 |
| Vega de San Mateo           | 7.856            | 37,89      | 207              | 35033   | 35320, 35328, 35329 |
| Comarca Centro Norte        | 39.907           | 140,62     | 284              | –       | –                   |

## Nachweise
1. ↑  Instituto Nacional de Estadística Municipal Register of Spain
2. ↑  Regionen und Großregionen der Kanarischen Inseln, territoriale Abgrenzungen für statistische Zwecke